# Timoléon Cheminais de Montaigu
Timoléon Cheminais de Montaigu, né le 3 janvier 1652 à Paris où il est mort le 15 septembre 1689, est un jésuite français.
Il se livra avec succès à l'enseignement et à la prédication. On a de lui des Sermons, publiés en 1690 par le Père François de Paule Bretonneau.

## Œuvres
- Timoléon Cheminais de Montaigu: Sentiments de piété, Brusselle, 1713, 195p.
- Timoléon Cheminais de Montaigu: Sermons, Paris, 1702-1729.
- Sermons du R. Père Cheminais de la Compagnie de Jésus, revus par le Père Bretonneau de la même compagnie, en 5 volumes. Édition de 1754 chez François Foppens à Brusselles, et chez Z.Chatelain & Fils à Amsterdam. Dernière édition, corrigée et augmentée. Frontispices de  Jacques Harrewyn dans les 3 premiers volumes.